# Anisobrotica donckieri
Anisobrotica donckieri là một loài bọ cánh cứng trong họ Chrysomelidae. Loài này được Baly miêu tả khoa học năm 1890.